# Cattedrale di Setúbal
La cattedrale di Santa Maria delle Grazie (in portoghese: Catedral de Santa Maria da Graça o Sé Catedral de Setúbal) è la cattedrale cattolica di Setúbal, in Portogallo, e sede della diocesi di Setúbal.

## Storia
La cattedrale sorge nel cuore del borgo medievale di Setúbal, essendo l'edificio intorno al quale si sviluppò il quartiere medievale della città. La chiesa originale è stata edificata nel XIII secolo, su progetto di Antonio Rodrigues, mentre l'edificio attuale è una ricostruzione dell'alto rinascimento, tra il 1565 ed il 1570. Presenta un'imponente facciata manierista. All'interno si trovano colonne, affreschi, sculture e azulejo del XVII e XVIII secolo.
È divenuta cattedrale con la creazione della diocesi di Setúbal nel 1975, il cui primo vescovo fu Manuel da Silva Martins.